# ناحیه ادامز، شهرستان دلاوار، آیووا
ناحیه ادامز، بخش دلاوار، اویا (به انگلیسی: Adams Township, Delaware County, Iowa) در ایالات متحده آمریکا است که در آیووا واقع شده‌است.

## خصوصیات
ناحیه ادامز ۹۳٫۹۴ کیلومترمربع مساحت و ۷۸۱ نفر جمعیت دارد و ۳۰۰ متر بالاتر از سطح دریا واقع شده‌است.